# Adipocire

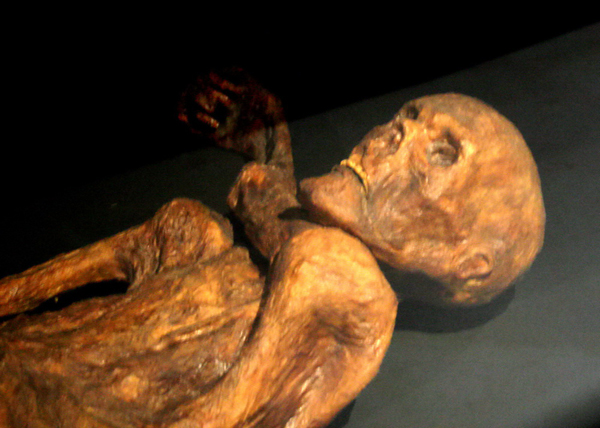
Reconstitution de la momie d'Ötzi : le cadavre a séjourné dans l'eau avant sa momification, ce qui a eu pour effet de « dissoudre » son épiderme et d'engager le processus de formation d'adipocire.

L’adipocire ou gras de cadavre est le nom que l'on donne aux lipides d'un cadavre qui se sont transformés en une substance savonneuse grise blanchâtre, molle et grasse au toucher. Elle résulte de la saponification des graisses du cadavre qui se produit dans certaines conditions bien spécifiques : un corps riche en graisse, la présence d'eau, une température élevée, un pH alcalin et un milieu anaérobie (absence d'oxygène). Elle est partiellement due à l'action de l'ammoniac, issue de la décomposition de l'albumine, et autres protéines, sur les matières grasses.
Il n’y a alors aucune décomposition ni odeur de décomposition.
Ces cas sont rares. Le corps ressemble alors à une statue de cire et lorsqu'on le touche, la texture ressemble à celle d’un pain de savon mouillé. Deux cas célèbres sont celui du cadavre d'Ötzi et de Napoléon Ier, soumis à l'adipocire par les conditions climatiques particulières (glacier du Hauslabjoch pour le premier, île Sainte-Hélène pour le second).